# Juan Nepomuceno Almonte
Juan Nepomuceno Almonte (Michoacán, 15 de Maio de 1803 – Paris, 21 de Março de 1869), foi um militar, político e diplomata mexicano, veterano da Batalha de El Álamo e partidário do imperador Maximiliano I.

## Biografia

### Origens
Filho do sacerdote revolucionário José María Morelos y Pavón e de Brígida Almonte. Não há certezas quanto ao seu lugar de nascimento; entre as possíveis localidades apontadas encontram-se Parácuaro, Nocupétaro ou Carácuaro, todas situadas no actual estado de Michoacán. Acompanhou seu pai em alguns combates da guerra da independência e em 1815 foi enviado a Nova Orleães, nos Estados Unidos, onde pouco tempo depois recebe a notícia da execução de seu pai em 22 de Dezembro. Ali recebe formação, aprende inglês e trabalha como funcionário comercial. Regressa ao México após o consumar da independência em 1821.

### Carreira diplomática e militar
Entre 1822 e 1824, Almonte faz parte do quadro de ajudantes do líder rebelde do Texas José Félix Trespalacios, até ser enviado a Londres acompanhando o embaixador José Mariano Michelena. As negociações com os britânicos resultam num acordo comercial e de amizade que conduzem ao primeiro tratado internacional da história do México.

### Rebelião do Texas
Almonte seria um dos oficiais que auxiliou Antonio López de Santa Anna durante a Revolução do Texas. Participou na batalha de El Álamo, sendo um dos oficiais que apelaram ao perdão dos sete defensores capturados com vida. Participou ainda na batalha de San Jacinto e na guerra mexicano-americana.

### Vida como político
Foi um dos encarregados de procurar um soberano europeu para a coroa do México, formando parte da Junta Superior de Gobierno entre 18 de Junho e 13 de Julho de 1863 (conhecida como a Junta dos Notáveis). A Junta ofereceu a coroa do Segundo Império Mexicano a Maximiliano de Habsburgo em 1864, no castelo de Miramare, próximo de Trieste, na então província austríaca da Ístria (na actual Itália).
Ocupou a Regência do Império entre 11 de Julho de 1863 e 10 de Abril de 1864, e desde esta última data e até 28 de Maio foi nomeado Lugartenente do Império com a missão de receber Maximiliano I e Carlota em Veracruz.
Foi marechal da corte e cavaleiro da Ordem da Águia Asteca. Em 1867 é enviado à Europa em busca de apoios para o Segundo Império Mexicano. Faleceu em Paris em 1869.